# Еміль Мюллер
Еміль Мюллер (нім. Emil Müller, 1920—2008) — швейцарський міколог, фахівець з грибів альпійських регіонів. Автор ботанічних таксонів.

## Біографія
Еміль Мюллер народився 5 березня 1920 року в Цюриху. Навчався у Швейцарській вищій технологічній школі в Цюриху, у 1944 році закінчив його зі ступенем по сільськогосподарських наук. Наступні чотири роки Мюллер працював у сільськогосподарському училищі в Ландкварті.
У 1949 році Мюллер під керівництвом професора Ернста Гоймана отримав ступінь доктора філософії. Дисертацією Мюллера стала монографія роду Leptosphaeria. З 1954 року Еміль Мюллер працював куратором гербарію Вищої технологічної школи.
Починаючи з 1966 року Мюллер викладав мікологію у Вищій технологічній школі як приват-доцент. У 1970 році він став ад'юнкт-професором, а з 1973 по 1987 був повним професором.
В 1973 році, після смерті засновника журналу Sydowia і його першого редактора Франца Петрака, Мюллер став головним редактором цього видання.
У 1982 році Мюллер обраний членом-кореспондентом Американського мікологічного товариства і почесним членом Британського мікологічного товариства.
2 квітня 2008 року Еміль Мюллер помер.

## Деякі наукові роботи
- Arx, J.A.; Müller, E. (1954). Die Gattungen der amerosporen Pyrenomyceten. Beiträge zur Kryptogamenflora der Schweiz. 11 (1): 1—434.
- Arx, J.A.; Müller, E. (1962). Die Gattungen der didymosporen Pyrenomyceten. Beiträge zur Kryptogamenflora der Schweiz. 11 (2): 1—922.
- Müller, E.; Loeffler, W. Mykologie. — Stuttgart, 1971. — 340 p.

## Епоніми
На честь Еміля Мюллера названі:
- Emilmuelleria Arx, 1986
- Muellerites L.Holm, 1968
- Actinoscypha muelleri Graddon, 1972
- Arthrinium muelleri M.B.Ellis, 1976
- Didymosphaeria emilmuelleri A.Pande, 2008, nom. nov. [≡ Didymosphaeria muelleri Narendra & V.G.Rao, 1974, nom. illeg.]